# Backhaus (Gessel)
Das Backhaus in Syke, Ortsteil Gessel, An der Wassermühle 18, stammt von 1688.
Das Gebäude steht unter Denkmalschutz (Siehe auch Liste der Baudenkmale in Gessel).

## Geschichte
Gessel wurde 1211 erstmals als Geestloh erwähnt, als ein Gehöft an das Kloster in Bassum kam.
Das ein- und zweigeschossige Fachwerkhaus mit dem  markanten Fachwerk mit Bogenstreben im Giebel und Ziegelausfachungen und dem spitzen Satteldach wurde 1688 als Speicher in Sudwalde gebaut. Um 1800 erfolgte der Umbau zu einem Backhaus. 2003 wurde es am originalen Standort (Sudwalde, Bensen 1) abgebaut und um 2005/06 beim Bioland Hofrestaurant in Gessel wieder aufgebaut.
Das heute als Hofrestaurant genutzte Gebäude (Haus Rippe) wurde 1714 (Inschrift) in Eitzendorf (Lkrs. Nienburg/W.) als Viehstall und Scheune gebaut und im 19. Jahrhundert zu einem Häuslingshaus umgebaut. 1972 wurde es nach einem Sturmschaden abgebaut, das Gerüst eingelagert, und nach 1996 in Gessel wieder aufgebaut, aber ohne das frühere Kammerfach.